# Kim Kyeong-min
Đây là một tên người Triều Tiên, họ là Kim.
Kim Kyeong-Min (tiếng Hàn: 김경민; sinh ngày 1 tháng 11 năm 1991) là một cầu thủ bóng đá Hàn Quốc thi đấu ở vị trí thủ môn cho Busan IPark, cho mượn từ Jeju United.

## Sự nghiệp
Kim ra sân nhiều lần cho U-20 Hàn Quốc và U-23  từ năm 2009 đến năm 2012. Anh ra mắt cấp câu lạc bộ cho Jeju United trong thắng lợi 1-0 trước Ulsan Hyundai ngày 16 tháng 8 năm 2014. Anh gia nhập Busan IPark theo dạng cho mượn ngày 18 tháng 1 năm 2017.

## Thống kê sự nghiệp câu lạc bộ
Tính đến 4 tháng 12 năm 2017
| Thành tích câu lạc bộ | Thành tích câu lạc bộ | Thành tích câu lạc bộ | Giải vô địch | Giải vô địch | Cúp     | Cúp       | Châu lục | Châu lục  | Tổng cộng | Tổng cộng |
| Mùa giải              | Câu lạc bộ            | Giải vô địch          | Số trận      | Bàn thắng    | Số trận | Bàn thắng | Số trận  | Bàn thắng | Số trận   | Bàn thắng |
| --------------------- | --------------------- | --------------------- | ------------ | ------------ | ------- | --------- | -------- | --------- | --------- | --------- |
| 2014                  | Jeju United           | K League 1            | 2            | 0            | 0       | 0         | -        | -         | 2         | 0         |
| 2015                  | Jeju United           | K League 1            | 7            | 0            | 0       | 0         | -        | -         | 7         | 0         |
| 2016                  | Jeju United           | K League 1            | 10           | 0            | 0       | 0         | -        | -         | 10        | 0         |
| 2017                  | Busan IPark           | K League 2            | 14           | 0            | 1       | 0         | -        | -         | 15        | 0         |
| Tổng cộng sự nghiệp   | Tổng cộng sự nghiệp   | Tổng cộng sự nghiệp   | 33           | 0            | 1       | 0         | 0        | 0         | 34        | 0         |